# Hussein Onn
Tun Hussein bin Dato' Onn (Johor Bahru, 12 februari 1922 – South San Francisco, 29 mei 1990) was een Maleisisch politicus. In 1976 werd hij de derde eerste minister van zijn land.

## Biografie
Onn wordt geboren als zoon van Onn Jaafar, oprichter van de UMNO. Nadat hij het basisonderwijs had afgewerkt in Singapore ging hij als cadet naar de Indiase Militaire Academie. Na zijn opleiding werd hij opgenomen in het Indiase leger. Onn deed dienst in het Midden-Oosten toen in Europa de Tweede Wereldoorlog uitbrak.
Na deze oorlog maakte Maleisië nog steeds deel uit van Groot-Brittannië en werd Onn dankzij zijn ervaring gerekruteerd door de Britten als instructeur voor de Maleisische politieschool in Rawalpindi. In 1945 keerde hij uiteindelijk terug naar Maleisië waar hij werd aangewezen als commandant van het politiedepot in Johor Bahru.

### Politiek
In 1949 besloot Onn, met zijn politieke achtergrond, om het militaire leven achter te laten en een politieke carrière op te bouwen. In 1950 werd hij reeds verkozen tot secretaris-generaal van de United Malays National Organisation. Amper een jaar later vervoegde hij zijn vader bij diens opkomende Maleisische onafhankelijkheidspartij. Toen deze partij plots veel terrein verloor ten opzichte van de andere partijen verhuisde Onn naar Londen om rechtsgeleerdheid te gaan studeren aan het Lincoln's Inn. Zijn eerste dienst als gediplomeerd advocaat deed hij in Kuala Lumpur.
Zijn zwager Abdul Razak, destijds vice-premier, overtuigde hem in 1968 om terug te keren naar de politiek. In 1969 werd hij reeds verkozen en benoemd tot Minister van Onderwijs. Vier jaar later volgde hij Ismail Abdul Rahman op als vice-eerste minister en, na de dood van Razak in 1976, werd hij de nieuwe eerste minister van Maleisië. In 1981 onderging hij een bypassoperatie waardoor hij slechts maanden later, om medische redenen, afstand deed van zijn ambt.
Na zijn politieke carrière bleef hij actief bij welzijnsorganisaties. Uiteindelijk zou in 1990, op 68-jarige leeftijd, overlijden in het Seaton Medical Centre in Californië.